# Pan Zhanle
Dans ce nom chinois, le nom de famille, Pan, précède le nom personnel.
Pan Zhanle (chinois : 潘展乐), né le 4 août 2004, est un nageur chinois, spécialiste de la nage libre.

## Carrière sportive
Il fait ses débuts internationaux sénior en 2022, où il est performant immédiatement, étant quatrième des Championnats du monde (grand bassin) sur 100 m et sixième aux mondiaux petit bassin sur la même distance (record d'Asie en 45 s 77). Il réitère cette performance aux Championnats de Chine 2023, battant le record d'Asie de la distance sur grand bassin en 47 s 22.
Lors des championnats du monde 2023, il est d'abord quatrième avec le relais 4 × 100 m nage libre, puis dixième du 200 m nage libre (demi-finales), puis quatrième sur le 100 m nage libre avec un temps de 47 s 43, avant de s'assurer sa première médaille internationale, remportant l'argent en tant que finisseur sur le relais 4 × 100 m quatre nages, contribuant à un nouveau record d'Asie.
Lors des championnats du monde 2024, à six mois des Jeux olympiques de Paris 2024, Pan Zhanle valide un 100 m en 46 s 80, soit six centièmes de moins que le record du monde jusque-là détenu par David Popovici (46 s 86 en 2022). Il attribue ce succès grâce à la recherche scientifique en utilisant un outil d'analyse des mouvements à la surface et dans l'eau, image par image  ainsi que l'encadrement par plusieurs coachs à la renommée internationale. 
Lors des sélections olympiques chinoises à Shenzhen, le 23 avril 2024, il remporte le 100 m des sélections olympiques chinoises, en 46 s 86.
Aux Jeux olympiques de Paris 2024, le premier jour des épreuves de natation, il bat le record olympique du 100 mètres nage libre au départ de la finale du relais 4 × 100 mètres en 46 s 92. Le 30 juillet 2024, Pan est qualifié de justesse en demi-finales du 100 mètres nage libre. Plus tard dans la soirée, il inscrit le meilleur temps des demi-finales en 47 s 21. Le lendemain, lors de la soirée du 31 juillet 2024, Pan Zhanle repousse la marque mondiale de 40 centièmes de secondes pour un chronomètre final de 46 s 40. Il bat le médaillé d'argent, l'Australien Kyle Chalmers, de plus d'une seconde. Il gagne une médaille d'argent au relais mixte 4 × 100 quatre nages. Alors qu'il fête son vingtième anniversaire le 4 août 2024, il gagne une troisième médaille (en or) au relais 4 × 100 quatre nages, durant lequel il réalise en départ lancé un temps de 45 s 92 en nage libre, battant ainsi le record détenu par l'Américain Jason Lezak (46 s 06, réalisé avec une combinaison polyuréthane) depuis les Jeux olympiques de Pékin.

## Palmarès

### Jeux olympiques
- Jeux olympiques 2024 à Paris :
  -  Médaille d'or du 100 m nage libre.
  -  Médaille d'or du relais 4 × 100 m quatre nages.
  -  Médaille d'argent du relais 4 × 100 m quatre nages mixte.

### Championnats du monde

#### Grand bassin
- Championnats du monde 2023 à Fukuoka :
  -  Médaille d'argent du relais 4 × 100 m quatre nages.
- Championnats du monde 2024 à Doha :
  -  Médaille d'or du 100 m nage libre.
  -  Médaille d'or du relais 4 × 100 m nage libre.
  -  Médaille d'or du relais 4 × 200 m nage libre.
  -  Médaille d'or du relais 4 × 100 m nage libre mixte.
- Championnats du monde 2025 à Singapour :
  -  Médaille d'argent du relais 4 × 200 m nage libre.

## Records

### Records du monde battus
Ce tableau détaille le record du monde battu par Pan Zhanle durant sa carrière.
| Épreuve                                | Temps   | Compétition                   | Lieu          | Date            |
| 100 m nage libre en grand bassin 4x100 | 46 s 80 | Championnats du monde 2024    | Doha, Qatar   | 11 février 2024 |
| 100 m nage libre en grand bassin       | 46 s 40 | Jeux Olympiques de Paris 2024 | Paris, France | 31 juillet 2024 |